# Kassenbuch

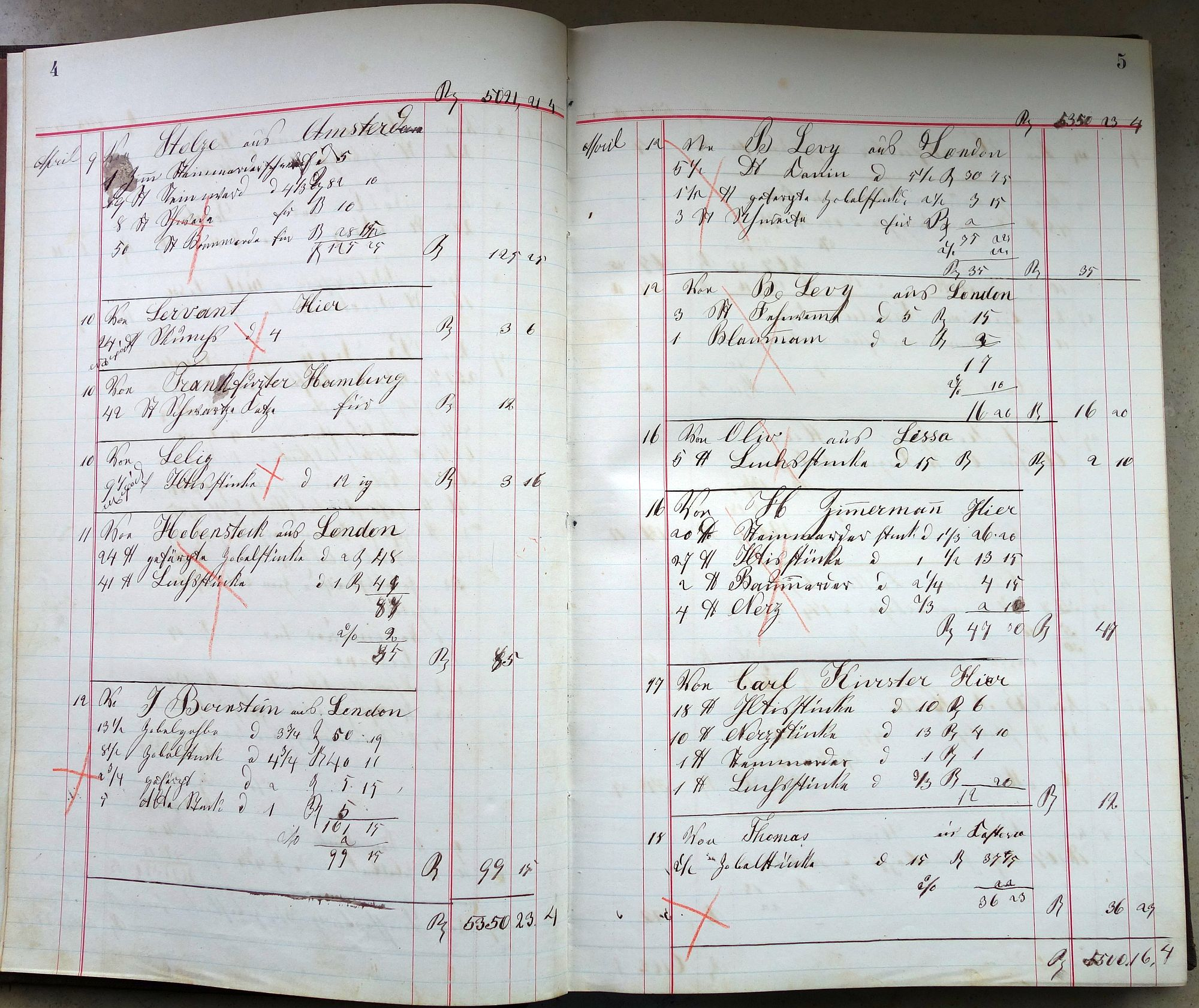
Historisches Papier-Kassenbuch, Naoum Dedo, Leipzig (1872–1875), Seite 4 und 5.

Das Kassenbuch ist im Rechnungswesen ein Hauptbuch, das sämtliche Barzahlungsvorgänge (Bareinzahlungen, Barauszahlungen, Einlagen und Entnahmen) eines Unternehmens beinhaltet und zur Ermittlung des Kassenbestands dient. Ein Kassenbuch muss immer dann geführt werden, wenn ein Steuerzahler zur doppelten Buchhaltung verpflichtet ist und die Einnahmenüberschussrechnung nicht ausreicht. Davon betroffen sind in jedem Fall der Handel und unter bestimmten Bedingungen auch die Landwirtschaft und das Gewerbe.

## Allgemeines
Wenn Geschäftsvorfälle mit Barzahlung verbunden sind, ist eine sog. Geschäftskasse nötig. Die Barerlöse werden entweder alle einzeln aufgezeichnet, in eine Registrierkasse eingegeben oder als Gesamtbetrag bei Geschäftsschluss in der offenen Ladenkasse durch das Zählprotokoll als sog. Tageskasse oder Tageslosung erfasst. Der tägliche Gesamtbetrag wird in das Kassenbuch übertragen. Bei der offenen Ladenkasse erfolgt das in den Kassenbericht. Das Kassenbuch enthält die täglichen Aufzeichnungen der „Kasse“ — Einzahlungen und Auszahlungen — und wird in Kontoform geführt. Seit dem 1. Januar 2020 mit der Gültigkeit der KassenSichV muss jeder, der eine elektronische Registrierkasse verwendet auch ein digitales und ebenfalls manipulationssicheres Kassenbuch verwenden, welches nach Monatsabschluss nicht mehr verändert werden kann bzw. jede Änderung protokolliert. Excellisten oder gar Printvordrucke sind nicht mehr zulässig.
Der Saldo des Kassenbuches gibt an, wie viel Bargeld sich in der Geschäftskasse des Unternehmens befindet. Weiterhin beinhaltet das Kassenbuch auch die Buchungsbelege der festgehaltenen Geschäftsvorfälle. Der sich aus einem Kassenbuch ergebende Sollbestand muss jederzeit mit dem Istbestand der Kasse übereinstimmen („Kassensturzfähigkeit“).
Der Endbestand des Kontos „Kassenbuch“ (oder auch „Kasse“) taucht bei der Bilanzierung als aktives Bestandskonto im Umlaufvermögen auf (§ 266 Abs. 2 lit. B IV HGB).

## Aufbau des Kassenbuches
Das Kassenbuch dokumentiert zu jedem Geschäftsvorfall die Informationen:
DatumDatum und Uhrzeit des Geschäftsvorfalls
BelegEs ist der Beleg oder der Eigenbeleg nötig.
BelegnummerEine fortlaufende Nummer zur eindeutigen Zuordnung des Beleges bzw. der Quittung zu dem Geschäftsvorfall
BuchungstextBeschreibung des Geschäftsvorfalls
SteuersatzDer für diesen Geschäftsvorfall zu Grunde liegende Umsatzsteuersatz
Einnahme in KasseDer Betrag und die Währung des Geschäftsvorfalls, der als Einnahme in die Kasse dokumentiert werden soll, falls vorhanden. Das umfasst auch Anzahlungen und Einlagen.
Ausgabe durch KasseDer Betrag und die Währung des Geschäftsvorfalls, der als Ausgabe durch die Kasse dokumentiert werden soll, falls vorhanden.
Umsatzsteuer bzw. VorsteuerDie Umsatzsteuer bzw. Vorsteuer, die sich aus Steuersatz und Einnahme bzw. Ausgabe aus der Kasse ergibt
KassenbestandDer aktuelle Kassenbestand unter Berücksichtigung der eingebuchten Geschäftsvorfälle.

## Kassensturz
Zur Überprüfung der rechtskonformen Kassenbuchführung muss seit der GoBD zu jedem Zeitpunkt eine Momentaufnahme der Kasse möglich sein, welche denselben Betrag bei Kasse und Kassenbuch ergibt. Dafür wird der Barbetrag der Kasse gezählt und mit dem Anfangsbestand zuzüglich der Einnahmen und abzüglich der Ausgaben z. B. für Einkäufe von Reinigungsmittel oder Betriebsbedarf verglichen.

## Z-Bon
Der Tagesabschluss muss per Z-Bon erstellt werden können. Enthalten sein sollten die Daten
Unternehmen das den Bon erstellt hat
Datum und Uhrzeit der Erstellung
Bruttoeinnahmen des Tages (nach Umsatzsteuer-Sätzen gelistet)
Automatisch vergebene und aufsteigende Z-Bon-Nummer
Auflistung von Stornierungen
Bestätigung, dass der Tagesspeicher genullt wurde

## Rechtsgrundlage in Deutschland
Die Rechtsgrundlage folgt aus § 146 Abgabenordnung (AO) und aus § 22 Umsatzsteuergesetz (UStG), wonach jeder einzelne Umsatz aufzuzeichnen ist. Wer buchführungspflichtig ist, muss ein Kassenbuch führen. Wer seinen Gewinn nach § 4 Abs. 3 Einkommensteuergesetz (EStG) ermittelt, muss kein Kassenbuch, sondern Kassenberichte erstellen. Dann muss er Aufzeichnungen nach § 22 UStG, die auch für die Einkommensteuer relevant sind, führen. Das erfordert auch die Aufzeichnung der Umsätze, zu denen bei Taxis zum Beispiel die Schichtzettel gehören. Es besteht eine Einzelaufzeichnungspflicht gemäß § 146 AO für jede Betriebseinnahme und für jede Betriebsausgabe.

## Kassenbericht
Das Kassenbuch ist bei Einzelaufzeichnungen zwingend. In ihm werden die digitalen Erlösaufzeichnungen z. B. aus der Registrierkasse erfasst. Das ist der Gegensatz zu einem Kassenbericht, der nur die Gesamtsumme (Tageslosung) für jeden einzelnen Geschäftstag nach retrograder Ermittlung durch Auszählung enthält. Der Kassenbericht muss also das jeweilige Datum enthalten und handschriftlich erstellt werden. Damit sind die relevanten Angaben, aus denen sich die sogenannte Tageslosung zusammensetzt, in dem täglichen Kassenbericht enthalten. Der Kassenbericht muss täglich erstellt werden, also nicht zeitlich verspätet. Er muss retrograd aufgebaut sein. Es ist unzulässig, mehrere Tage in einem Kassenbericht zusammenzufassen. Alle Kassenberichte bilden zusammen die Kassenaufzeichnungen für das jeweilige Jahr. Soweit Nebenkassen geführt werden, müssen diese Ergebnisse über sogenannte Nebenkassenkladden in den Kassenbericht übernommen werden. Vom Kassenbuch ist der tägliche Kassenbericht zu unterscheiden. Er ist auch dann zu führen, wenn es keine Pflicht zum Kassenbuch gibt. Das ist bei § 4 III Rechnern der Fall. Soweit eine sog. Offene Ladenkasse – also keine Registrierung der Einzelaufzeichnungen durch jeweils eine neue Eingabe – geführt wird, muss ihr Kasseninhalt täglich bei Geschäftsschluss ausgezählt werden (Tagesaufnahme) und der Inhalt des Zählprotokolls in den Kassenbericht übernommen werden. Es ist also fehlerhaft, wenn der Kassenbericht inhaltlich mit dem Kassenbuch gleich gesetzt wird. Bei richtiger Unterscheidung gibt es bei der offenen Ladenkasse einen Kassenbericht und bei Registrierkassen ein Kassenbuch. Hier ist die retrograde Ermittlung der Tageslosung fehlerhaft, da sich die Tageserlöse aus der digitalen Erfassung durch den Z-Bon entnehmen lassen. Sind Einzelaufzeichnungen zumutbar, so sind sie zusätzlich zum Kassenbericht zu führen.

## Aufbewahrungspflichten
Neben der Aufzeichnungspflicht besteht auch eine Aufbewahrungspflicht für die Kassenberichte und die dazugehörenden Belege. Auch die Zählprotokolle für die Auszählung der Kasse sind aufzubewahren. Eine nur rechnerische Kassenführung reicht nicht aus und führt dazu, dass die Kassenführung fehlerhaft ist, so dass eine Hinzuschätzung gemäß § 162 AO gerechtfertigt ist. Auch wenn kein Kassenbuch zwingend ist, so ist dennoch wegen der Beweisvorsorge die Aufbewahrung aller Aufzeichnungen geboten. Dies gilt sogar dann, wenn die Einzelaufzeichnungen gem. § 148 AO n.F. unzumutbar sind.

## Einzelaufzeichnungspflicht
Die in § 146 Abs. 1 S. 1 AO n.F. enthaltene Einzelaufzeichnungspflicht gilt auch für offene Ladenkassen. Das verlangt schriftliche Aufzeichnungen, also nicht nur Strichlisten oder die Aufbewahrung von Chips bis zur Auszählung der Tageslosung und ihrer Übernahme in den Kassenbericht. Es ist also nötig, den schriftlichen Einzelbeleg für den konkreten Geschäftsfall zusätzlich zu dem Tagesbericht aufzubewahren und abzuheften. Das greift immer ein, wenn der Kunde namentlich bekannt ist. Ein Verzicht auf diese Pflicht war ertragssteuerlich bisher für den Einzelhandel bei Cent -Beträgen (geringfügigen Beträgen) möglich. Diese Rechtsprechung ist jedoch auch für die Ertragsteuern überholt, da die umsatzsteuerlichen Aufzeichnungspflichten gemäß § 22 UStG auch für die Einkommensteuer gelten, so dass auch hier für den Einzelhandel, die Gastronomie etc. eine Einzelaufzeichnungspflicht besteht. Der Bundesfinanzhof (BFH) hat dies ausdrücklich aufgeführt. Damit ist die frühere Rechtsprechung – nicht nur bei Taxis – überholt. Wegen der Maßgeblichkeit der umsatzsteuerlichen Aufzeichnungspflicht ist die ertragssteuerliche Einzelaufzeichnungspflicht damit nie unzumutbar. Dieses Kriterium ist seit der neuen Rechtsprechung überholt. Bei einzelnen Einzahlungen von mehr als 15.000 Euro muss zusätzlich die Identität des Geschäftspartners nach dem Geldwäschegesetz (GwG) festgestellt und nachgewiesen werden (§ 10 Abs. 3 GwG). Eine besondere Aufzeichnungspflicht folgt aus § 22 UStG und gilt dann auch für die Einkommensteuer. Die Kassenführung und damit die Buchführung ist nicht ordnungsgemäß gem. § 158 AO, wenn der Unternehmer für Leistungen und Lieferungen zu verschiedenen Steuersätzen nur eine einheitliche Ladenkasse führt, ohne dass damit die Entgelte zu den unterschiedlichen Steuersätzen getrennt aufgezeichnet werden. Eine Erfassung ohne Trennung ist fehlerhaft, wenn die Lieferungen unterschiedlichen Steuersätzen (Regelsteuersatz, ermäßigter Steuersatz, steuerbefreit) unterliegen. Dies Problem kann nur vermieden werden, indem eine Registrierkasse mit den verschiedenen Steuersätzen verwendet wird. Wird eine Registrierkasse benutzt, so müssen alle Einnahmen und Erlöse ausnahmslos registriert werden. Die Einzelaufzeichnungen sind somit bei der Registrierkasse ohnehin aufzubewahren. Bei der offenen Ladenkasse müssen sie aufbewahrt werden, da sonst ein formeller Fehler gem. § 158 AO vorliegt. Bei bargeldintensiven Betrieben wird dieser schwere formelle Fehler zu einem materiellen Fehler.

## Fehlerhafte Kassenbuchführung
Das Kassenbuch ist nicht ordnungsgemäß i. S. v. § 158 AO, wenn es elektronisch mit einer veränderbaren Datei wie z. B. Excel geführt wird. Das ist von den Anforderungen mit einem elektronischen Fahrtenbuch vergleichbar. Ferner darf es nicht nur rechnerisch geführt werden. Das ist an Kassenfehlbeträgen und an fehlenden Zählprotokollen erkennbar. Das Kassenbuch ist falsch, wenn die Nebenkassen oder Sonderkassen nicht in die Kassenberichte eingeflossen sind. Besteht – wie fast immer – eine Einzelaufzeichnungspflicht, so ist nur ein Gesamtbetrag als sogenannte Tageslosung nicht ausreichend. Das Kassenbuch stellt nur auf die gesamte Tageslosung ab. Das Kassenbuch ist nicht ausreichend, wenn dadurch die Pflicht zur Einzelaufzeichnung jeder einzelnen Betriebseinnahme verletzt worden ist. Die Kassenführung ist also unzureichend, wenn – auch wenn kein Kassenbuch nötig ist – die dennoch nötigen Einzelaufzeichnungen nicht chronologisch geführt werden. Eine weitere Folge ist der Konzessionsverlust, wenn keine oder nur unplausible Aufzeichnungen (Schichtzettel bei Taxis) geführt werden.

## Hinzuschätzung
Die Nachteile entstehen durch Hinzuschätzungen gemäß § 162 AO. Wird die Kasse nur rechnerisch geführt, so ist die Buchführung nicht ordnungsgemäß gem. § 158 AO. Wenn das Kassenbuch nur elektronisch ohne Änderungssperre geführt wird oder bei handschriftlicher Führung unvollständig oder mit vielen Veränderungen vorgelegt wird, führt das zu Hinzuschätzungen. Das gilt auch, wenn die Einzelaufzeichnungen gem. § 22 UStG nicht geführt worden sind. Bei bargeldintensiven Betrieben löst der Verstoß gegen die formelle Ordnungsmäßigkeit zugleich den nötigen Verstoß gegen die materielle Ordnungsmäßigkeit der Buchführung gem. § 158 AO aus. Damit wird die gesamte Buchführung verworfen, also als nicht ordnungsgemäß gem. § 158 AO beurteilt.

## Bestrafung wegen Steuerhinterziehung
Das Kassenbuch ist nur eine Eigenaufzeichnung und hat damit keinen hohen Beweiswert. Ist das Kassenbuch vorsätzlich fehlerhaft geführt worden, so kann das den Anfangsverdacht einer Steuerhinterziehung gemäß § 370 AO auslösen. Das ist stets der Fall, wenn dem Finanzamt bekannt wird, dass die dort aufgeführte Tageslosung (der Tagesumsatz) bewusst falsch eingetragen ist. Diese positive Kenntnis kann sich aus der Schattenbuchführung (Schwarze Kassen), aus der Beschäftigung von Schwarzarbeitern, aus Testkäufen, aus Kontrollmitteilungen, durch die sogenannte Summarische Risikoprüfung (SRP) oder aus der Nachkalkulation ergeben.

## Gewerberechtliche Sanktionen
Werden keine Einnahmeursprungsaufzeichnungen geführt oder aufbewahrt oder sind sie unschlüssig, so ist dies ein gravierender Fehler gemäß § 158 AO und auch im Sinne des Berufsrechts. Wenn also die sogenannten Schichtzettel bei Taxis nicht vorhanden sind, so reicht das aus, um die Taxikonzession gemäß § 25 Personenbeförderungsgesetz (PBefG) zu widerrufen. Bei anderen Gewerbetreibenden erfolgt eine Gewerbeuntersagung bzw. sogar ein Widerruf der Approbation bzw. der Betriebserlaubnis der Apotheker.